# Schilfsackspinne
Die Schilfsackspinne (Clubiona phragmitis) ist eine Spinne aus der Familie der Sackspinnen (Clubionidae). Die paläarktische Art gehört zu den häufigeren Vertretern dieser Familie.

## Merkmale

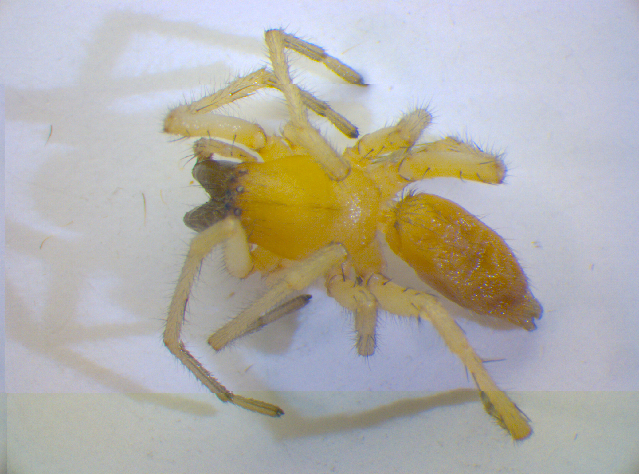
Präpariertes Männchen in der Zoologischen Staatssammlung München

Das Weibchen der Schilfsackspinne erreicht eine Körperlänge von sieben bis zwölf und das Männchen eine von fünf bis elf Millimetern, womit es sich bei der Art um eine vergleichsweise große Sackspinne handelt.
Der Carapax (Rückenschild des Prosomas, bzw. Vorderkörpers) ist beim Weibchen gelbrot und beim Männchen schwarzbraun gefärbt, wobei die mit seidenen weißsilbrigen Härchen besetzte Kopfpartie dunkler gefärbt ist. Die Cheliceren besitzen eine dunkelbraune bis schwarzbraune Farbgebung und an der Basis eine deutliche Verdickung, die beim Männchen allerdings schwächer ausgeprägt ist. Das Sternum an der Bauchseite des Prosomas erscheint gelbbraun und verfügt manchmal über einen dunkleren Rand. Die Beine sind gelblich bis blass gelbbraun gefärbt.
Das Opisthosoma (Hinterleib) verfügt beim Weibchen über eine rotgraue und beim Männchen über eine rotbraune Grundfärbung, ist aber bei beiden Geschlechtern mit seidenen und weißsilbrigen Härchen überzogen und erscheint aufgrund dessen bei lebenden Exemplaren gräulich. Für gewöhnlich verfügt das Opisthosoma über keine Zeichenelemente. Nur bei einigen Individuen sind schwach ausgeprägte Zeichnungen in Form eines Herzmals und daran anschließend mehrere Punktreihen sowie eine Querbalkenzeichnung vorhanden.

### Aufbau der Geschlechtsorgane

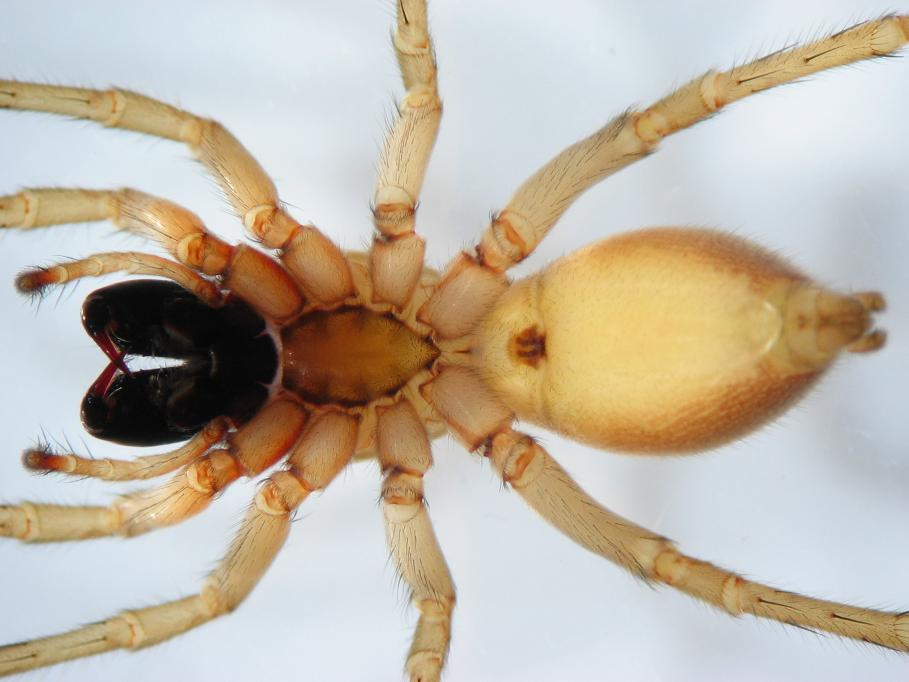
Ventralansicht eines Weibchens mit sichtbarer Epigyne

Die Bulbi (männliche Geschlechtsorgane) der Schilfsackspinne verfügen über je eine Tibialapophyse (chitinisierter Fortsatz), die als zangenförmige Gebilde erscheinen.
Die Epigyne (weibliches Geschlechtsorgan) ist bei der Art länger als breit und zeichnen sich durch vier parallel angeordnete und schlauchartige Gebilde aus, die durch die äußere Haut der Epigyne durchscheinen. Häufig sind aber nur die zwei inneren dieser Gebilde von außen sichtbar.

### Ähnliche Arten

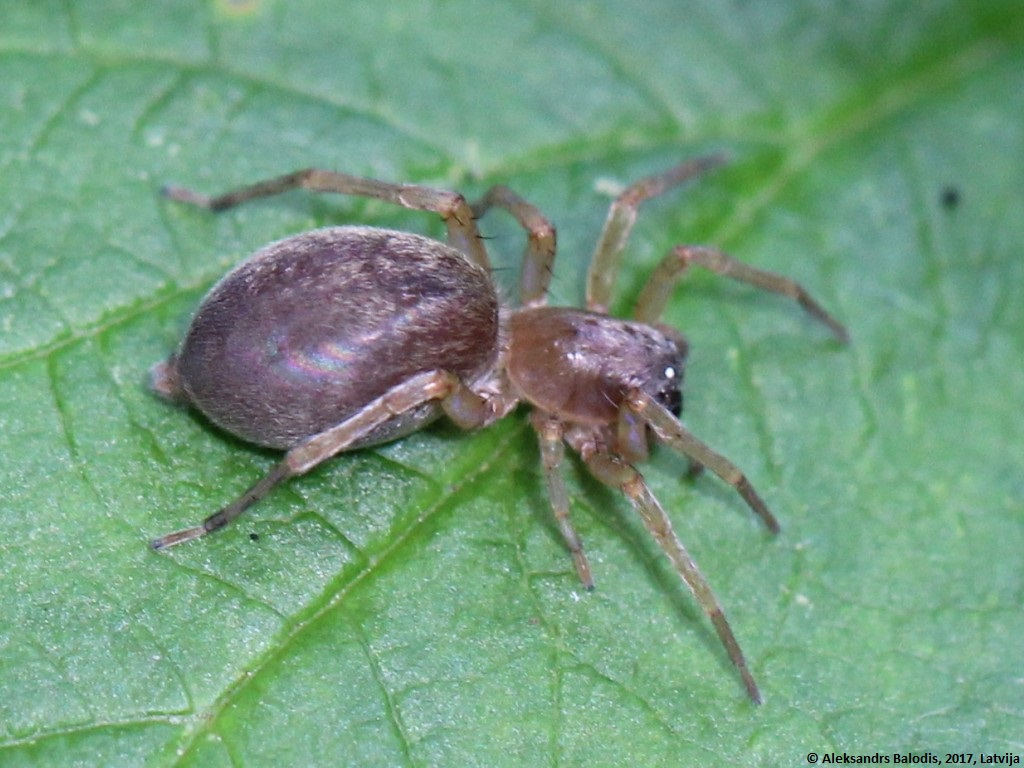
Weibchen der nah verwandten Sumpfsackspinne (Clubiona stagnatilis)

Die Schilfsackspinne ist eine von vielen sich ähnelnden Arten innerhalb der Gattung der Eigentlichen Sackspinnen (Clubiona). Beispiele sind die Kurzkiefer-Sackspinne (C. neglecta), die Blasse Sackspinne (C. pallidula) und die Riedsackspinne (C. reclusa). Die meisten Ähnlichkeiten bestehen aber mit der Sumpfsackspinne (C. stagnatilis), deren Färbung der der Schilfsackspinne größtenteils entspricht und die auch mitunter die gleichen Lebensräume bevorzugt. Von allen ihr ähnlichen Arten der Gattung lässt sich die Schilfsackspinne nur sicher durch genitalmorphologische Merkmale unterscheiden.

## Vorkommen

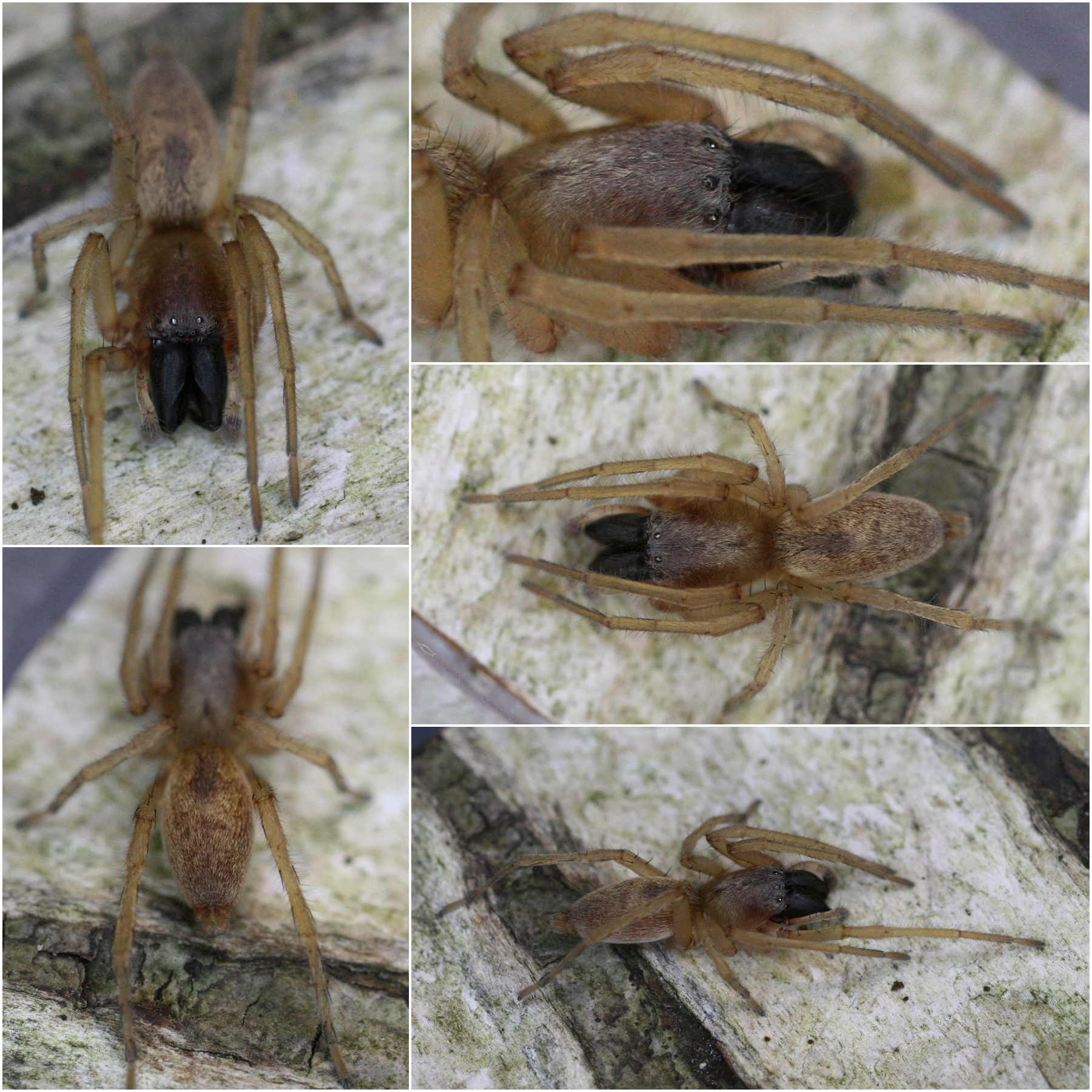
Mehrere Ansichten eines Weibchens, gefunden im Naturschutzgebiet Watercress Wildlife Site in der in Südengland gelegenen Stadt St Albans.

Das gesamte Verbreitungsgebiet der Schilfsackspinne umfasst Marokko, Algerien, Europa, Kaukasien, Russland (europäischer bis fernöstlicher Teil), den Iran, Zentralasien, China und Korea, womit dieses recht groß ausfällt. Auch in Europa ist die Art großflächig nachgewiesen. Lediglich aus der russischen Doppelinsel Nowaja Semlja, Island, der Oblast Kaliningrad, den Balearen, Sizilien, Bosnien und Herzegowina, dem Kosovo, Nordmazedonien, Albanien, Kreta, Georgien, Armenien und sowohl dem europäischen als auch dem asiatischen Teil der Türkei sind keine Funde der Art bislang dokumentiert worden.

### Lebensräume

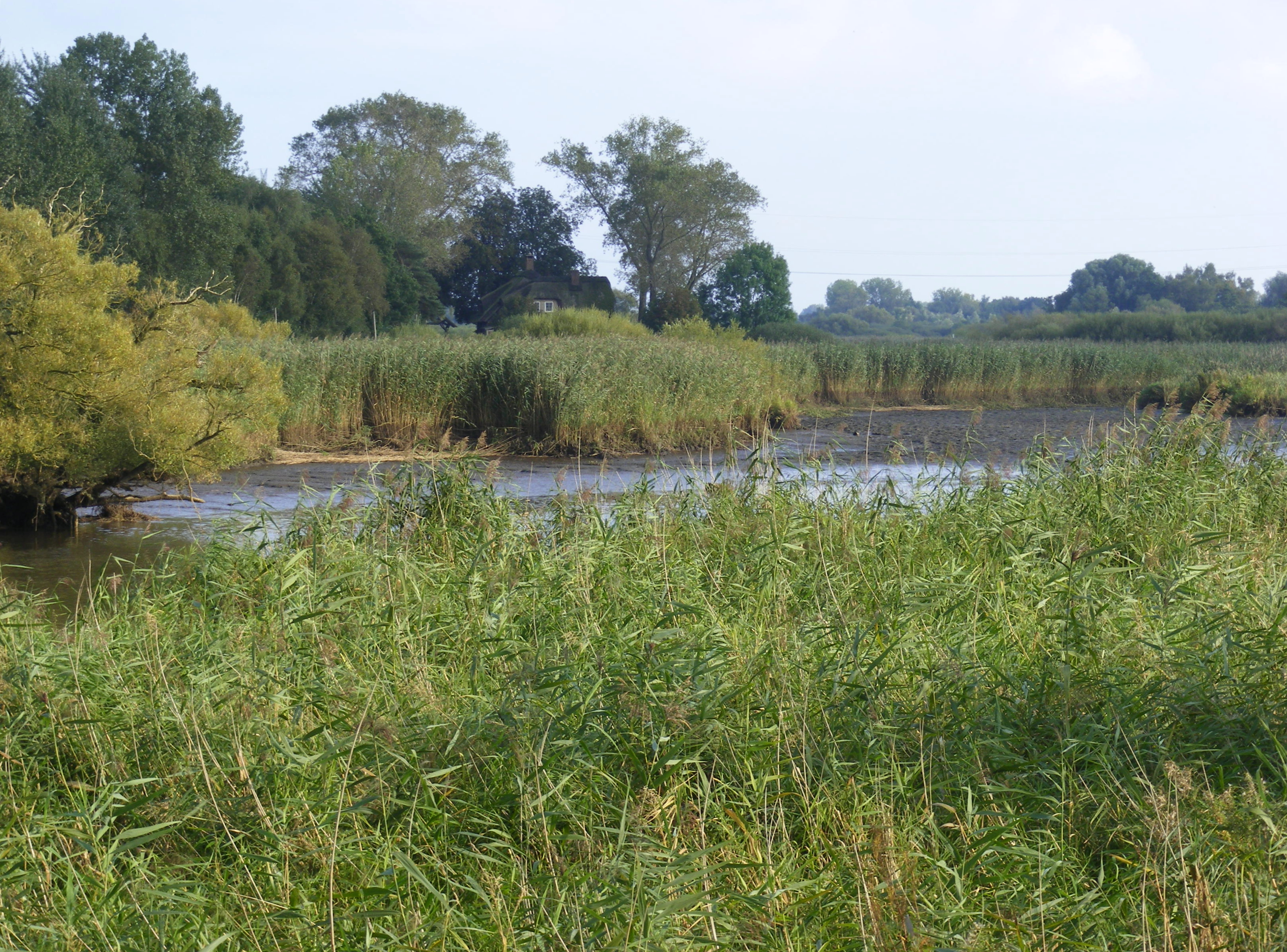
Röhricht an der Wümme in Niedersachsen, ein Beispiel für eines der Habitate der Schilfsackspinne.

Die Schilfsackspinne bewohnt krautige Vegetationen und Gräsern in Sümpfen und an Gewässerufern, darunter solche mit Beständen von Schilfrohren (Phragmites) und anderen für Röhricht typischen Pflanzen. Darüber hinaus ist die Art in Seggenriedern, in Nieder- und in Hochmooren, in Sümpfen, auf Feuchtwiesen und gelegentlich auf Sanddünen an Küstenregionen anzutreffen. Die Schilfsackspinne ist nur im Flachland und nur in der Krautschicht aus hohen Gräsern zu finden.

### Bedrohung und Schutz
Die Schilfsackspinne ist im Allgemeinen weit verbreitet und häufig, obgleich sie in gebirgigen Regionen kaum vorkommt. In der Roten Liste gefährdeter Arten Tiere, Pflanzen und Pilze Deutschlands z. B. wird die Art in die Kategorie „ungefährdet“ eingestuft und genießt somit in Deutschland keinen Schutz.
Der allgemeine Bestand der Schilfsackspinne wird von der IUCN nicht gewertet.

## Lebensweise
Die Schilfsackspinne legt wie alle Sackspinnen die namensgebenden, charakteristischen sackförmigen Wohngespinste an. Dies tut sie wie die nah verwandte und auch optisch sehr ähnliche Sumpfsackspinne (Clubiona stagnatilis) an Gras- und Schilfblättern, sie faltet aber im Gegensatz zu dieser nicht die Blattfläche, sondern rollt sie nach unten zur Längsachse, die dann optisch an eine Zigarre erinnert und innen mit dem beidseitig geöffneten Gespinst versehen wird. In diesem verbringt die wie alle Sackspinnen nachtaktive Art den Tag. Er dient aber auch der Überbrückung während der Häutung und der Überwinterung, wo er dann beidseitig von der Spinne verschlossen wird.

### Jagdverhalten und Beutefang
Die Schilfsackspinne ist wie die übrigen Vertreter ihrer Familie ein freilaufender Jäger, der keine Spinnennetze zum Beutefang anlegt und entsprechend seiner Aktivitätszeit in der Nacht jagt. Dabei verweilt die Spinne auf Halmen und Blättern von Schilf- und Seggenpflanzen, darunter auch solchen von im Wasser stehenden Pflanzen und lauert dort auf Beute, manchmal auch direkt oberhalb der Wasserlinie. Beutetiere werden, sobald sie in Reichweite gelangen, in einem Sprung mithilfe der Cheliceren von oben gepackt und durch dem mithilfe der Cheliceren verabreichten Nervengift außer Gefecht gesetzt.
In das Beuteschema der Schilfsackspinnen fallen andere Gliederfüßer, bevorzugt Insekten und andere Spinnen.

### Lebenszyklus
Der Lebenszyklus der Schilfsackspinne gliedert sich in mehrere Etappen und ist überdies wie bei vielen in den gemäßigten Klimazonen verbreiteten Spinnen von den Jahreszeiten bestimmt.

#### Phänologie
Die Aktivitätszeit ausgewachsener Exemplare der Schilfsackspinne beläuft sich bei beiden Geschlechtern auf das ganze Jahr. Dennoch sind diese bevorzugt vom späten Frühjahr bis zum frühen Herbst anzutreffen, in den Wintermonaten nur noch vereinzelt.

#### Fortpflanzung und Heranwachsen der Jungtiere
Über das Fortpflanzungsverhalten der Schilfsackspinne liegen keine genaueren Informationen vor. Ab Sommer kann man auch Weibchen der Art vorfinden, die einen Eikokon im Wohngespinst deponieren. Dieser Kokon wird vom Weibchen bis zum Schlupf der Jungtiere bewacht.

## Systematik
Die Schilfsackspinne wurde bereits in ihrer Erstbeschreibung 1843 durch Carl Ludwig Koch unter dem wissenschaftlichen Namen Clubiona phragmitis dargestellt und ist seither in der Gattung der Sackspinnen verblieben. Vorhergehende Beschreibungen unter anderen Namen beruhten auf Verwechslungen und sind daher nicht gültig. Einige alte Synonyme aus dem 19. Jahrhundert sind ebenfalls bereits seit langer Zeit außer Gebrauch.
Der Artname phragmitis entspricht der lateinischen Bezeichnung der Gattung der Schilfrohre (Phragmites) und deutet somit auf die von der Spinne bevorzugte Lebensweise hin.

## Galerie

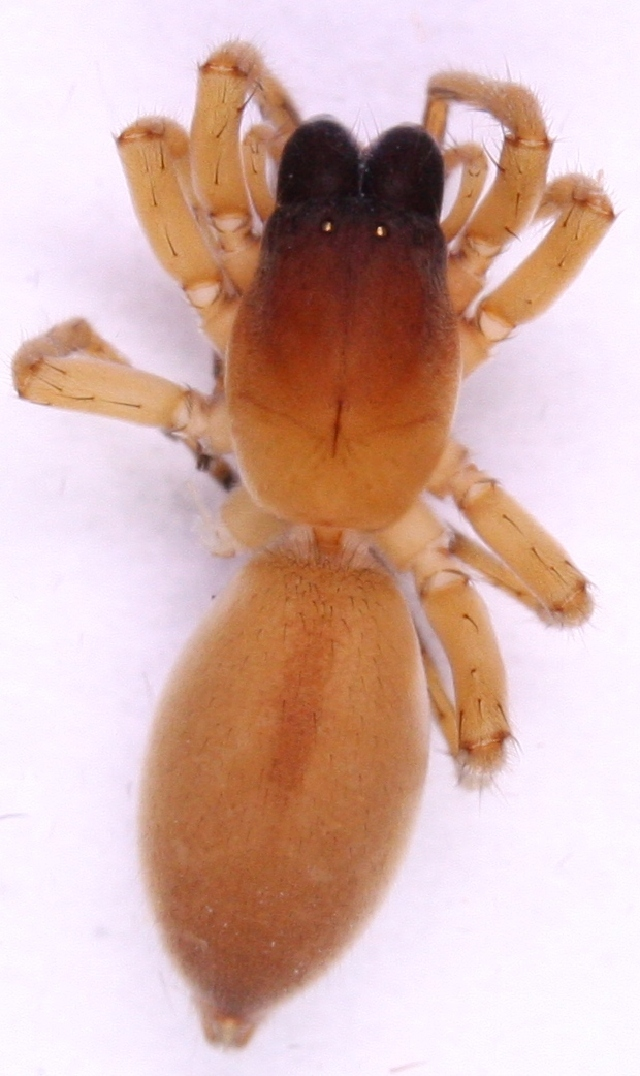
Dorsalansicht eines Weibchens
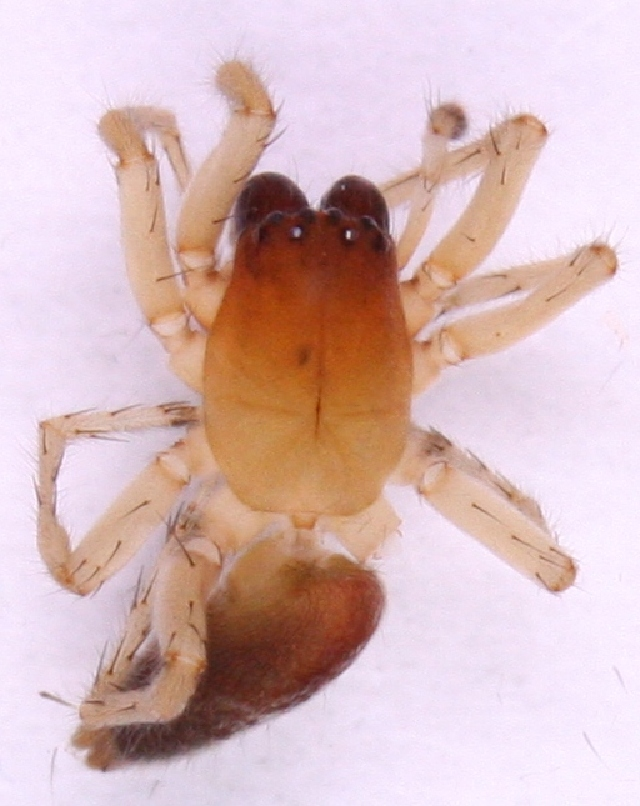
Dorsalansicht eines Männchens
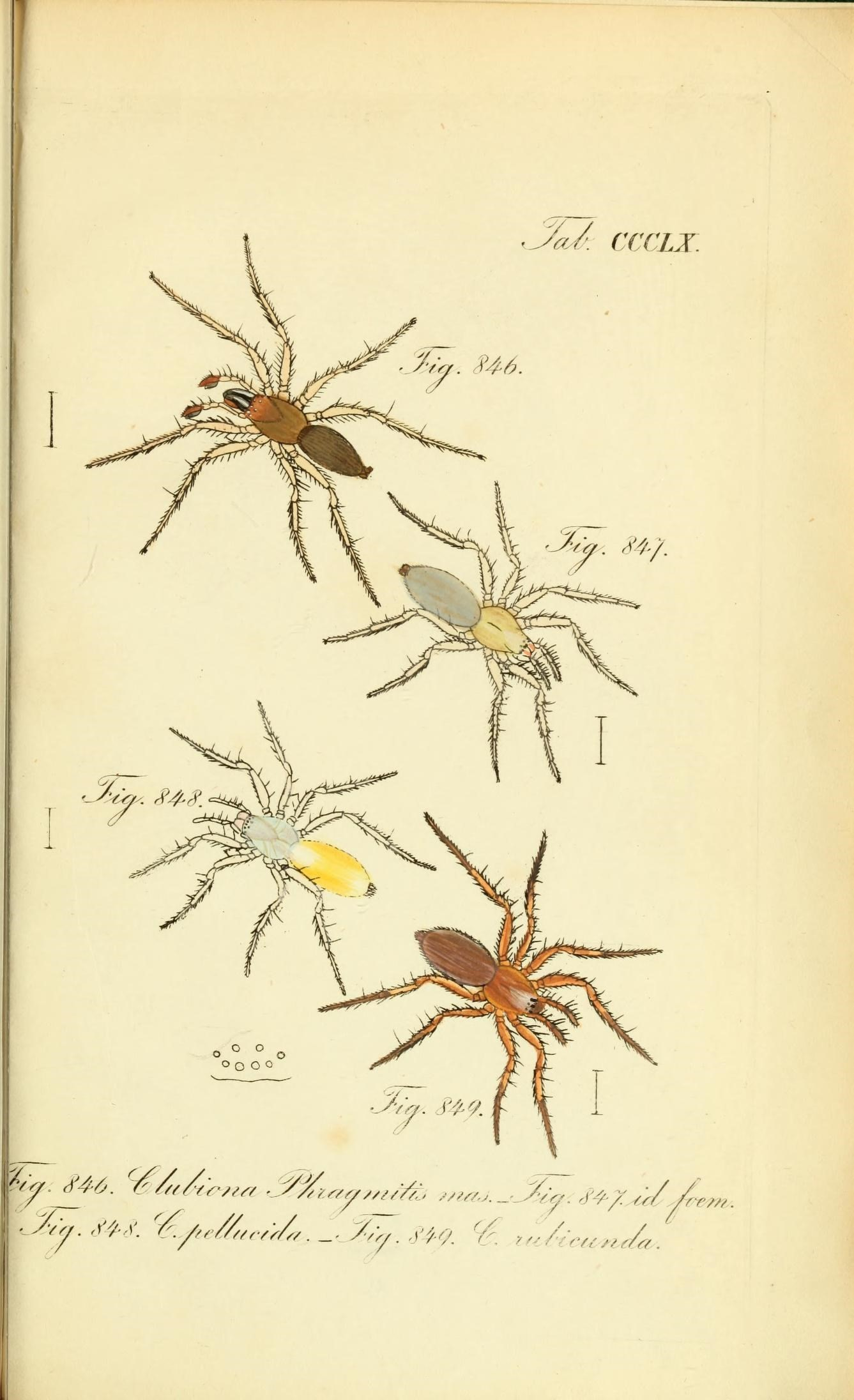
Abbildung aus der Erstbeschreibung:[8] ganz oben das Männchen, darunter das Weibchen